# Carpias harrietae
Carpias harrietae is een pissebed uit de familie Janiridae. De wetenschappelijke naam van de soort is voor het eerst geldig gepubliceerd in 1981 door Pires.